# Бонатти, Гвидо
Гвидо Бонатти (родился в начале XIII в., в Каше, близ Флоренции, по другим сведениям — в Форли; умер в конце XIII века, предположительные годы: 1296, 1297, 1300; местом смерти называют по разным источникам один из монастырей в Анконе или в Чезене) — один из самых влиятельных практикующих астрологов XIII века. Бонатти упоминается в «Божественной комедии» Данте, где голова астролога вместе с головой другого предсказателя, Мишеля Скота, вращалась в восьмом кругу ада («Божественная комедия», «Ад», Песнь XX). Также Бонатти упоминает Макиавелли в «Истории Флоренции», а Филиппо Виллани составил жизнеописание астролога.

## Краткая биография
Получил образование в Болонском университете, где изучал право. Однако переквалифицировался в астронома и астролога. Мастерство в этих областях принесло ему почётный титул «Siderabilissimus».
К 1233 году относится первое датированное упоминание о Бонатти, когда астролог участвовал в публичных дебатах в Болонье с монахом Джованни Скио из Виченцы, отрицавшим научность астрологии. В этом же году Бонатти был назначен придворным астрологом при императоре Священной Римской империи Фридрихе II.
В 1260 году Бонатти был астрологом городской общины Флоренции. Впоследствии поступил на службу к графу Гвидо да Монтефельтро (предводителю гибеллинов), для которого определял наилучшее время выступлений в поход. Считается, что астролог обеспечил графу множество побед. Известен случай, описанный историком Фальгусом и цитируемый Рафаэлем в «Руководстве по астрологии» (Лондон, 1834 г.), в котором Бонатти послал весть в осаждённый город графу Мон-Серан и предупредил, что если граф совершит вылазку во вражеский лагерь в рассчитанный астрологом час, то враг будет разгромлен, а сам граф будет ранен в бедро, но излечится от ранения. Граф последовал совету Бонатти и сделал вылазку. Предсказание сбылось до последней детали.
На протяжении жизни Бонатти читал лекции по астрологии в Парижском и Болонском университетах и практиковал в различных городах Италии. Так, согласно одной из версий, Гвидо Бонатти был убит близ Чезены, когда возвращался в Форли после чтения лекций в Париже и ряде итальянских университетов.
По другой версии, астролог умер в монастыре в Анконе, после того как вступил в орден францисканцев.

## Труды
Единственное известное сочинение Бонатти — «Книга астрономии» в десяти трактатах (известна под названиями: «Liber astronomiae», «Liber astronomicus», «Liber astrologiae», «Decem continens tractatus astronomiae»). Исследователи датируют книгу 1280-ми годами. Она является одним из основных источников сведений о средневековой астрологии в Европе.
Эта книга была чрезвычайно популярной в Позднем Средневековье и дошла до наших дней в виде множества копий. В 1676 году Уильям Лилли включил 146 соображений из пятого тракта «Книги астрономии» в свою работу «Душа астрологии» наряду с выдержками из работ Кардано.
В 1994 году труд Бонатти начали публиковать в рамках проекта американских астрологов «Hindsight», однако полного современного критического издания труда Бонатти на сегодняшний день не существует.